# Ефременкова, Екатерина Олеговна
Екатерина Олеговна Ефременкова по-мужу Алдошкина, (род. 31 декабря 1997 года Челябинск) — российская шорт-трекистка и конькобежка. Заслуженный мастер спорта Российской Федерации (20 ноября 2019). Участница Зимних Олимпийских игр 2018 и 2022 года, 3-кратная призёр чемпионата мира, чемпионка и 2-кратная призёр чемпионата Европы. 2-кратная чемпионка России в многоборье, 5-кратная чемпионка России на отдельных дистанциях..

## Спортивная карьера
Екатерина Ефременкова родилась в Челябинске. В детстве, как и все дети играла, собирали вместе с братом конструктор Lego, а летом на выходных гоняла на велосипедах. Зимой каталась на санках и лыжах. Она занялась шорт-треком в возрасте 11 лет. Сначала тренировалась под руководством тренера Хворостухина Николая Ивановича в СШОР по конькобежному спорту им. Л. П. Скобликовой в старых кожаных коньках для скоростного катания. Позже перешла тренироваться к китайскому тренеру Ю Дахэ.
В 2016 году попала в национальную сборную России, и в феврале на Кубке мира в Дордрехте заняла 2-е место в эстафете, а в марте на чемпионате мира в Сеуле, она завоевала бронзовую медаль в эстафете., и на чемпионате России 2016 года завоевала серебряную медаль в эстафете. В январе 2017 года участвовала на юниорском чемпионате мира в Инсбруке и составе эстафетной команды выиграла серебряную медаль. На кубке мира в Минске в феврале выиграла серебро на дистанции 1500 м. В декабре 2017 года выиграла бронзовую медаль в многоборье на чемпионате России. В октябре на кубке мира в Будапеште с командой заняла 3-е место в эстафете.
В начале 2018 года на чемпионате Европы в Дрездене завоевала золотую медаль в эстафете. м, а в
феврале 2018 года представляла Россию на Зимних Олимпийских играх 2018 года в Пхёнчхане, и стала 10-й в беге на 1000 м, а в женской эстафете заняла 5-е место. В октябре на кубке мира в Будапеште с командой заняла 3-е место в эстафете, в ноябре в Калгари заняла 1-е место в эстафете, в Солт-Лейк-Сити-2-е также в эстафете, в декабре в Алмааты стала 2-й в беге на 1500 м, в Сеуле 2-е в эстафете и стала абсолютной чемпионкой России в многоборье.
В январе 2019 года на чемпионате Европы в Дордрехте вместе с командой выиграла серебро в эстафете, а в феврале на Кубке мира в Дрездене и Турине завоевала четыре золотые медали в женской и смешанной эстафетах. В начале марта Екатерина приняла участие на зимней Универсиаде в Красноярске, где выиграла серебро в беге на 500 м, две бронзы на 1000 и 1500 м и золото в эстафете. В марте на чемпионате мира в Софии заняла 3-е место в забеге на 1500 метров и выиграла в эстафете серебряную медаль вместе с Софьей Просвирновой, Екатериной Константиновой и Эмины Малагич.
Осенью 2019 года на Кубке мира в Солт-Лейк-Сити она выиграла золото в смешанной эстафете, в Калгари в женской эстафете и бронзу в беге на 1500 м, в Монреале серебро в обеих эстафетах и в беге на 1000 м, в Нагано серебро и бронзу соответственно в смешанной и женской эстафетах, в Алмааты серебро на 1500 м. На чемпионате Европы в Дебрецене в январе 2020 года завоевала бронзу в составе эстафетной команды, и 5-е место в общем зачёте. В феврале на этапе Кубка мира в Дрездене заняла 2-е место в смешанной эстафете, а в марте все соревнования были отменены из-за пандемии коронавируса.
На чемпионате Европы в Гданьске в январе 2021 года Екатерина Ефременкова заняла 4-е место в общей классификации вслед за Софьей Просвирновой, которая заняла 3-е место, и была 4-й в эстафетной гонке. В марте на чемпионате мира в Роттердаме она заняла общее 9-е место, а в эстафете сборная России выиграла гонку, но судьи дисквалифицировали команду за помехи соперницам при передаче эстафеты и в итоге остались на 4-м месте. Осенью стартовала на Кубке мира и в ноябре на этапе в Нагое в составе смешанной эстафеты выиграла золотую медаль.
В феврале 2022 года на своих вторых Зимних Олимпийских играх в Пекине Катя участвовала в забеге на 1500 метров, но в 1/4 финала упала и не прошла в полуфинал, а в эстафете женскую команду дисквалифицировали. В апреле на чемпионате России в Коломне Екатерина одержала победы на дистанциях 1000 и 1500 метров, а также в эстафете за Челябинскую область. С октября 2022 года решила стать универсальной спортсменкой – выступать одновременно и в шорт-треке и в конькобежном спорте и стала первой из российских женщин, кто совмещает шорт-трек и длинные дорожки. Она выступает успешно в программах и в том, и другом видах спорта.
В феврале 2023 года на первом этапе Кубка России по шорт-треку у в её активе было три золотых медали. На таком же старте, но уже в классических коньках в Коломне – два «серебра» на дистанции 3000 метров и в масс-старте, и «золото» в командной гонке в составе сборной Челябинской области. В декабре 2022 года она стала чемпионом в абсолютном зачёте на чемпионате России по многоборью, а в марте 2023 года вновь стала первой в забеге на 1000 метров и заняла 2-е место в забеге на 1500 метров.
В 2024 году на чемпионате России по конькобежному спорту на отдельных дистанциях Алдошкина завоевала золотые медали на дистанциях 3000 и 5000 метров, а также в командной гонке.

## Личная жизнь
Екатерина выпускница Уральского государственного университета физической культуры и спорта (УралГУФК) в Челябинске, и Сибирского государственного университета физической культуры и спорта (СибГУФК) в Омске. Ей  нравится фотографировать и обрабатывать фотографии. Хорошо знает английский язык, изучает китайский. Является военнослужащей войск национальной гвардии Российской Федерации, имеет воинское звание «прапорщик» Летом 2023 года вышла замуж за конькобежца Даниила Алдошкина. В настоящее время вместе живут в Коломне.